# Котик Семен Панасович
Котик Семен Панасович (псевдо.: «Докс», «Вир», «Кожух», «Старий») (нар. 1915, с. Сестрятин, нині Радивилівський район, Рівненська область — пом. 17 грудня 1945, с. Гурби, нині Здолбунівський район, Рівненська область) — український військовик, сотник УПА (від 24.04.1945), командир куреня, з'єднання «Холодний Яр» УПА-Південь, начальник штабу, з другої половини 1945 року в.о. командира УПА-Південь.

## Життєпис
Народився 1915 року в селі Сестрятин, тепер Радивилівського району Рівненської області.
Влітку 1943 командир сотні Дубенського куреня Південної групи УПА, яка налічувала станом на 1 грудня 1943 року 90 бійців. Протягом 1943 року сотня під керівництвом Котика провела 17 боїв з німцями, найуспішнішими з яких була участь в облозі містечка Мізоч 20 серпня 1943 та бій в селі Ярославичі Млинівського району Рівненської області 25 листопада 1943 року (спільно із сотнею «Птаха»).
У 1944 командир куреня у складі ВО-2 «Богун». До куреня входили сотні «Задорожного», «Ярошенка», «Байди». З 23 квітня 1944 року курінь «Докса» увійшов до Військового округу «Холодний Яр» УПА-Південь. Учасник Бою під Гурбами 21-24 квітня 1944, бився на відтинку Обгів—Мощаниця—Святе. Його курінь був на чолі прориву з Гурбенського мішка в дерманський ліс.
У травні 1944 рейдував з боями у Славутському районі Кам'янець-Подільської (Хмельницької) області. 13 травня 1944 у славутському лісі курінь «Докса» зазнав важких втрат від військ НКВС.
З 24 квітня 1945 сотник УПА.
Незначний час виконував обов'язки командира УПА-Південь. 
| З 15 по 17 грудня 1945 р. в селах, що прилягають до Кременецького лісового масиву, силами опер- складу Мізоцького РВ НКВС і підрозділу 446 полку ВВ НКВС під командуванням капітана Воронкова проведено операцію, у результаті якої 17 грудня в районі сіл Буща і Гурби Мізоцького району був вбитий командир УПА-Південь Семен Котик («Докс», «Кожух», «Вир») і його ординарець. У вбитого «Докса» вилучено німецький автомат, пістолет ТТ, угорський пістолет, італійську гранату, 100 штук патронів до автомата і дві сумки з документами.[2] |

## Нагороди
- Згідно з Наказом Головного військового штабу УПА ч. 4/45 від 11.10.1945 р. сотник УПА Семен Котик – «Докс» нагороджений Бронзовим хрестом бойової заслуги УПА.

## Вшанування пам'яті
- У багатьох містах України є Вулиця Героїв УПА, до яких належить і Семен Котик.
- 14.10.2017 р. від імені Координаційної ради з вшанування пам’яті нагороджених Лицарів ОУН і УПА у м. Здолбунів Рівненської обл. Бронзовий хрест бойової заслуги УПА (№ 013) переданий Олегу Котику, сину Семена Котика – «Докса».